# Asnières-en-Montagne
Asnières-en-Montagne település Franciaországban, Côte-d’Or megyében. Lakosainak száma 170 fő (2022. január 1.). Asnières-en-Montagne Ravières, Rougemont, Verdonnet, Arrans, Cry és Perrigny-sur-Armançon községekkel határos.

## Népesség
A település népességének változása:
| Lakosok száma | 214  | 185  | 180  | 181  | 190  | 191  | 191  | 189  | 190  | 170  |
|               | 1968 | 1982 | 1990 | 2006 | 2013 | 2015 | 2017 | 2019 | 2020 | 2022 |